# Pomnik Wdzięczności Armii Czerwonej w Głubczycach
Pomnik Wdzięczności Armii Czerwonej w Głubczycach – obelisk wzniesiony w 1945 r. w Głubczycach dla upamiętnienia żołnierzy Armii Czerwonej poległych w walce z III Rzeszą.

## Historia
Pomnik został wzniesiony w 1945 r. Umieszczono go w miejskim parku, gdzie wykorzystano cokół istniejącego wcześniej monumentu z czasów pruskich. Pochodził z 1882 r., znajdowała się na nim Kolumna Zwycięstwa, upamiętniająca niemieckie sukcesy w wojnach z lat 1864, 1866, 1870–1871. Oryginalny pomnik był otoczony ozdobnym metalowym ogrodzeniem, które nie przetrwało do obecnych czasów.
Pomnik upamiętniał 676 żołnierzy 1 Frontu Ukraińskiego Armii Czerwonej poległych w walkach o miasto w końcowej fazie II wojny światowej. Miał postać znajdującego się na cokole obelisku, przed którym stała figura żołnierza radzieckiego z pistoletem maszynowym PPSz. Do pomnika prowadziły schody. W dolnej części cokołu była umieszczona tablica z napisem:

Cześć i chwała żołnierzom Armii Radzieckiej poległym za wyzwolenie Ziemi Głubczyckiej - Głubczyce

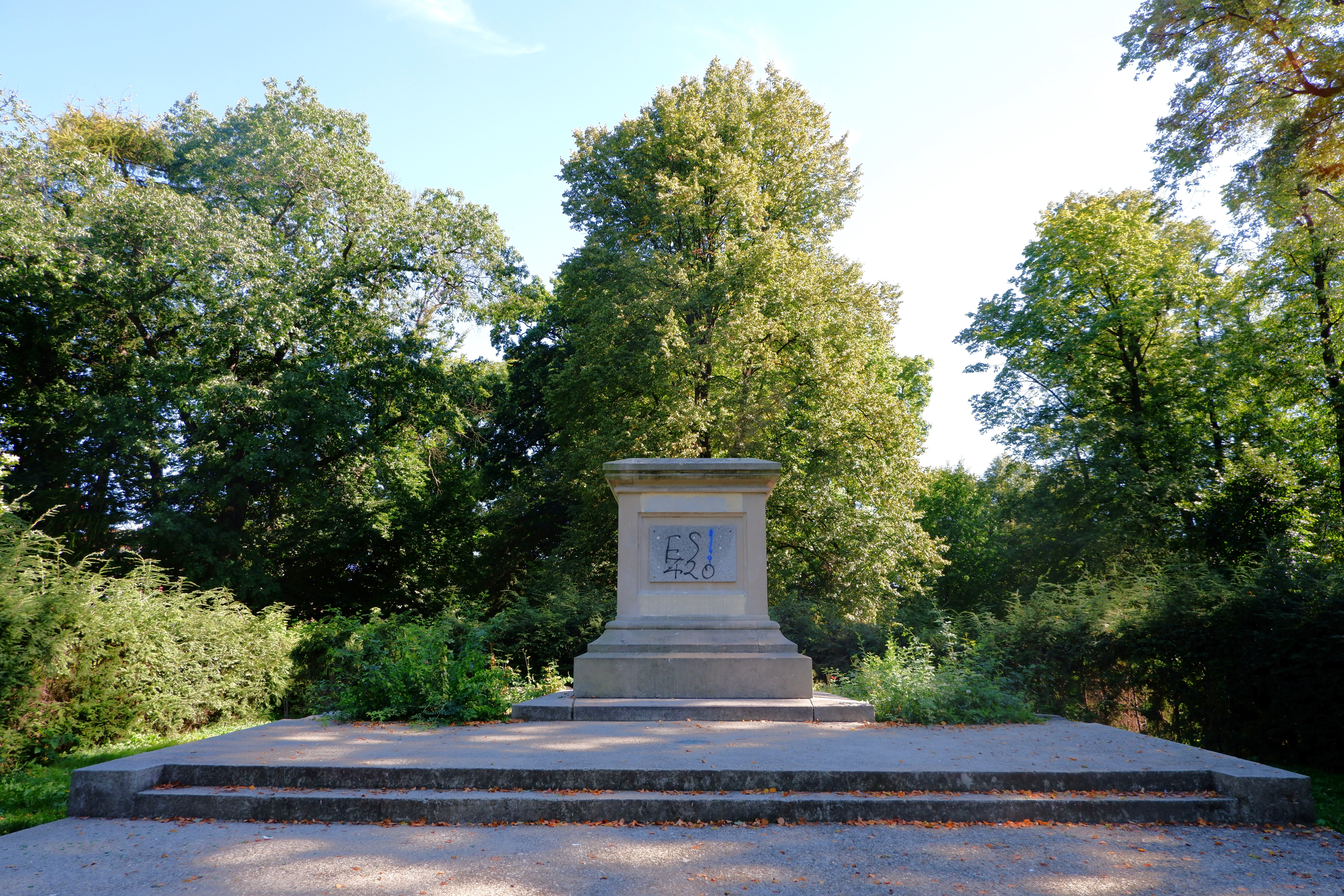
Pusty cokół po zdemontowaniu pomnika (2023)

Pomnik był obiektem dewastacji, jego stan zachowania był oceniany jako zły. W 2017 r. władze Głubczyc planowały jego remont i konserwację, środki na ten cel miały być pozyskane z funduszy unijnych. W 2022 r. nieznani sprawcy pomalowali pomnik żółtą i niebieską farbą. Po agresji Rosji na Ukrainę w 2022 r. powróciły żądania jego usunięcia. Wnioskowała o to w marcu 2022 r. radna gminy Głubczyce Elżbieta Słodkowska. Pomnik jako symbol ustroju totalitarnego, zgodnie z życzeniem mieszkańców, został 27 października 2022 roku zdemontowany.